# Dick Gephardt
Richard Andrew "Dick" Gephardt, född 31 januari 1941 i St. Louis, Missouri, är en amerikansk politiker (demokrat), som var ledamot av USA:s representanthus från 1977 till 2005. Han var demokraternas majoritetsledare från 1989 till 1995 och minoritetsledare från 1995 till 2003.

## Biografi
Gephardt studerade vid Northwestern University i Evanston, Illinois, där han tog en bachelorexamen (B.S.) 1962. Han studerade därefter juridik vid University of Michigan Law School där han tog en juristexamen (J.D.) 1965. Han arbetade därefter som advokat i egen firma och var aktiv på deltid i Missouri Air National Guard 1965-1971.

## Politisk karriär
Gephardt inledde sin politiska karriär inom demokraterna på det lokala planet i St. Louis.
Han valdes in i representanthuset i valet 1976 från Missouris 3:e distrikt, och satt som ledamot januari 1977-januari 2005. Han ställde inte upp för omval i valet 2004.
Gephardt ställde upp i demokraternas primärval inför presidentvalet 1988 och presidentvalet 2004, men lyckades inte bli vald som partiets presidentkandidat någon av gångerna. Han omnämndes som tänkbar vicepresidentkandidat i flera val, men valdes aldrig av någon av demokraternas presidentkandidater.
Gephardts synlighet inför valet 1988 bidrog till att han senare under året valdes som partiets majoritetsledare, vilket då var den näst högsta posten för en demokrat i representanthuset efter talmannen Tom Foley. Han var majoritetsledare januari 1989-januari 1995. När demokraterna förlorade sin majoritet i valet 1994 förlorade även Foley sin plats i representanthuset, och Gephardt blev då minoritetsledare, vilket han var till januari 2003.
Efter sin tid i representanthuset har Gephardt varit en inflytelserik lobbyist. 